# Yellow Springs
Yellow Springs é uma vila localizada no estado norte-americano de Ohio, no Condado de Greene.

Esta cidade localiza-se a 20 milhas a Este de Dayton e foi fundada como uma vila comunitária de cerca de 100 famílias, pensada para ser uma utopia auto suficiente. Apesar de isto nunca se ter materializado, é sede do Antioch College muito liberal e de uma feira de rua.

## Demografia
Segundo o censo norte-americano de 2000, a sua população era de 3761 habitantes.
Em 2006, foi estimada uma população de 3637, um decréscimo de 124 (-3.3%).

## Geografia
De acordo com o United States Census Bureau tem uma área de
4,9 km², dos quais 4,9 km² cobertos por terra e 0,0 km² cobertos por água. Yellow Springs localiza-se a aproximadamente 262 m acima do nível do mar.

## Localidades na vizinhança
O diagrama seguinte representa as localidades num raio de 12 km ao redor de Yellow Springs.